# Gin

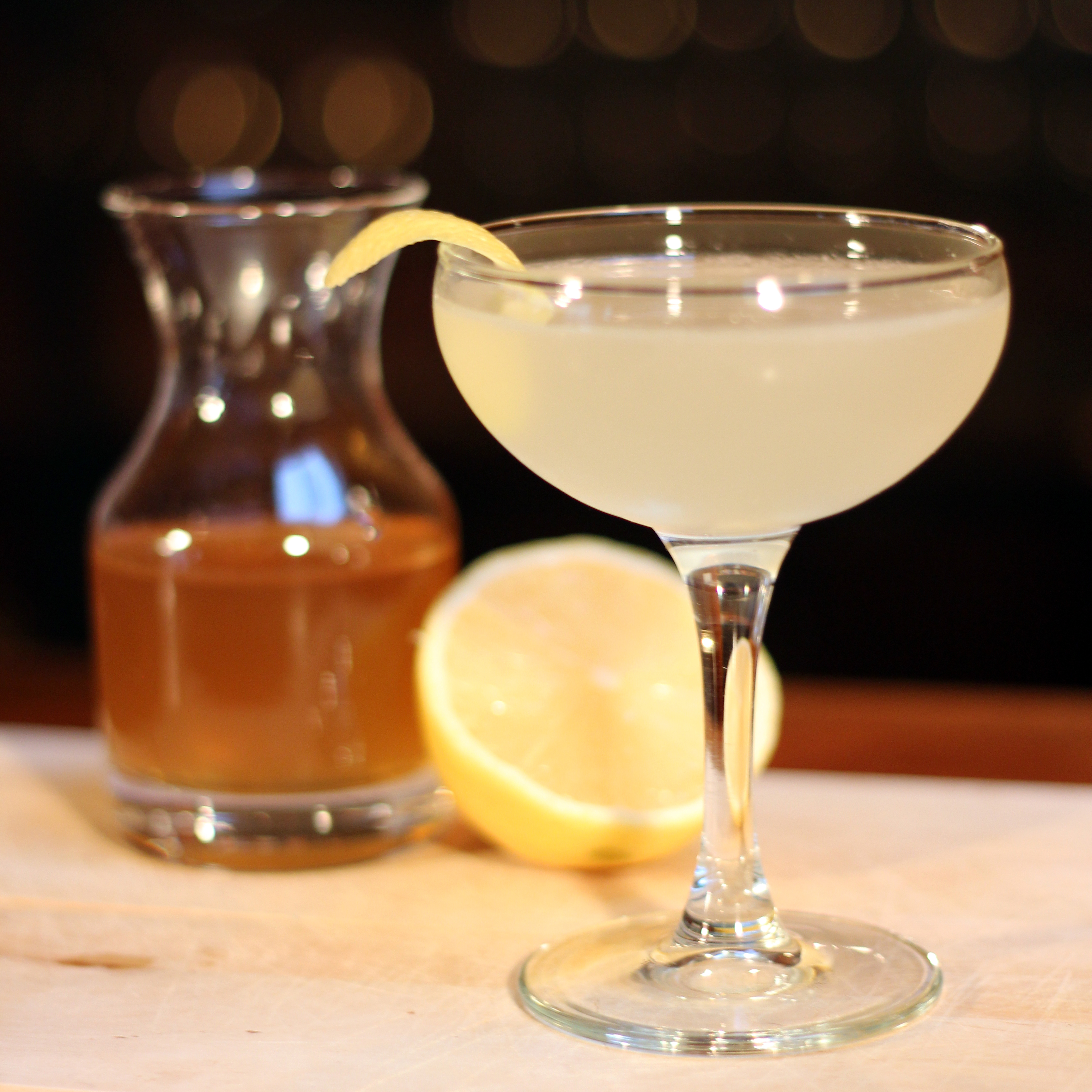
En Bee's Knees-cocktail gjord med gin, honung och citronjuice

Gin är en destillerad spritdryck smaksatt med enbär. Gin produceras framförallt i England och används huvudsakligen till drinkar som gin och tonic och Dry Martini. Namnet gin kommer från det nederländska namnet genever, som i sin tur kommer från latinets juniperus som är namnet på ensläktet till vilket enbusken (Juniperus communis) hör.

## Historik
Gin uppfanns i Nederländerna under 1600-talet av läkaren Franciscus Sylvius. Som många olika alkoholsorter användes gin från början som medicin och då på 1600-talet för att behandla problem som njurproblem, gallsten och gikt. Drycken kom sedan till Storbritannien efter det att Vilhelm III av England besteg den brittiska tronen.
I Storbritannien blev gin mycket populärt sedan det brittiska parlamentet tillät fri produktion av gin samtidigt som man lade tunga skatter på all importerad sprit. Detta skapade en marknad för korn som inte dög att brygga öl på och resultatet blev att tusentals "ginhak" dök upp över hela landet. Av över 15 000 ställen som serverade alkohol, var över hälften "ginhak". Eftersom det var så lätt och billigt att tillverka, producerade man under 1740-talet sex gånger så mycket gin som öl. Detta ledde till att man från statens sida försökte höja skattesatserna även på gin. Mellan åren 1729 och 1751 stiftade man fem lagar vars syfte var att kontrollera konsumtionen av gin. Lagen från 1751, den s.k. "The gin act", blev den effektivaste och tvingade bland annat tillverkarna att bara sälja gin från licensierade återförsäljare, vilket inte hade den effekt som myndigheterna förväntat sig, utan människor började tillverka egen gin.
Gin fick en renässans på förbudstidens illegala jazzklubbar. Med cocktails på modet användes gin som huvudingrediens på många av de illegala jazzklubbarna.

## Tillverkning
När man destillerar gin använder man en speciell typ av kolonnapparat som kallas Coffey-destillator efter irländaren Aeneas Coffey som uppfann och tog patent på apparaten.
Olika sätt att smaksätta gin på är med essenser, rackning och steeping.
Vid smaksättning använder man främst frön från koriander tillsammans med enbären. Dessutom används ofta till exempel apelsin, citron, kanel och angelikarot. Smaksättningen kan gå till på olika sätt. De vanligaste alternativen är att man antingen blandar aromämnen med en mindre mängd sprit som man mixar ihop till ett så kallat macerat. Detta fungerar sedan som en sorts koncentrat som man smaksätter den neutrala basspriten med. Det andra alternativet är att man lägger aromämnena i en korg längst upp inuti destillatorn, och spriten smaksätts när spritångorna passerar korgen. Denna metod kallas rackning.

## Typer

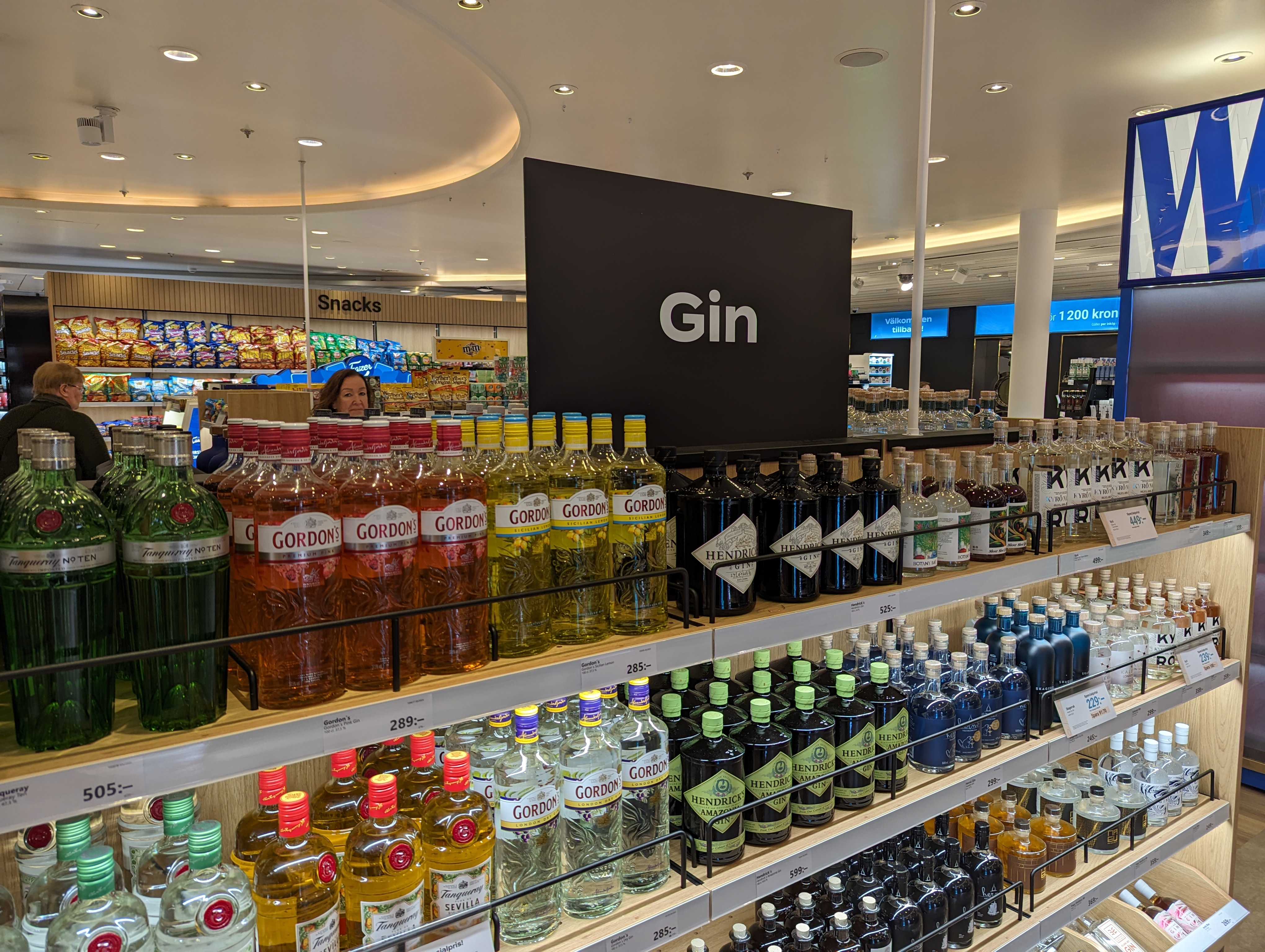
Gin i en taxfree-butik.

Gin har spritt sig över världen och som många andra spritsorter kan det finnas drag som skiljer gin ifrån gin.

### Distilled gin
Framställs genom att omdestillera en sprit på minst 96 vol% tillsammans med enbär och eventuellt övriga naturliga kryddor till ett minimum av 37,5 vol%. Får även smaksättas efter destillation med naturliga kryddor och/eller aromer, men den dominerande smaken måste komma från enbär.

### London Dry gin/London gin
Är identisk med Distilled gin förutom att den inte får smaksättas eller sötas efter andra destillationen. Får produceras över hela världen.

### Plymouth gin
En gin som, förutom enbär, smaksatts med torkade skal från söta apelsiner för en ökad fräschör. Är ursprungsskyddad, får endast framställas i staden Plymouth i sydvästra England. Tillverkas endast av ett destilleri och produkten klassas som en Distilled gin.

### Old Tom gin
Är sötad med socker och används speciellt i drinken Tom Collins.
Ginens utveckling kan kartläggas genom dess smakutveckling. De tidigaste exemplen var helt enkelt "enbärsvatten", som förmodligen var sötad för att göra den mer välsmakande. Denna stil utvecklades senare till Old Tom Gin, en söt gin med distinkt enbärskaraktär som ibland kryddades med andra aromatiska växter. Det finns för tillfället endast en producent i Storbritannien, Haymans, och ginen säljs som en Distilled gin. Den framställs även i bland annat Sverige.

### Genever
Urfadern till den moderna ginen och är ursprungsskyddad. Genever är en enbärskryddad sprit som får framställas i Belgien, Nederländerna samt den absolut nordligaste delen av Frankrike. Framställs antingen av moutwijn (en destillerad maltblandning gjord av vete, korn och råg) eller en sprit med mer än 90 vol%. Genever får lagras på ekfat. Användningen av moutwijn ger en ökad textur och dess smakkaraktär dämpar upplevelsen av enbär.
- Vid användning av max 15 % moutwijn kallas drycken för Jonge Jenever. Den måste vara färglös och får max sötas med 10 gram socker per liter.
- Vid användning av minst 15 % moutwijn kallas drycken för Oude Jenever. Färgen får justeras med sockerkulör och får max sötas med 20 gram socker per liter.
- Jonge och Oude Jenever kan klassas som Graanjenever om antingen spriten eller moutwijn har framställts enbart av korn.[1]